# Філадельфія (Коста-Рика)
Філадельфія (ісп. Filadelfia Filadelfia) — місто на північному заході Коста-Рики, в провінції Гуанакасте, на річці Темпіске. Адміністративний центр кантону Каррілло. Населення 7814 жителів (2007). Площа 125,01 км². Отримав статус міста 18 жовтня 1915 року. Спочатку називався Сієте-Суерос. Перейменований в Філадельфію в 1877 році на честь солдата Філадельфо Сото.
Місто знаходиться в межиріччі Темпіске і Лас-Пальмас. Обидві річки спричинили серйозні повені в жовтні 1995 року, в 1999 і 2007 роках. Причиною повеней називають ураган Ель-Ніньйо.
Основу економіки становить виробництво цукрових буряків і динь.

## Галерея

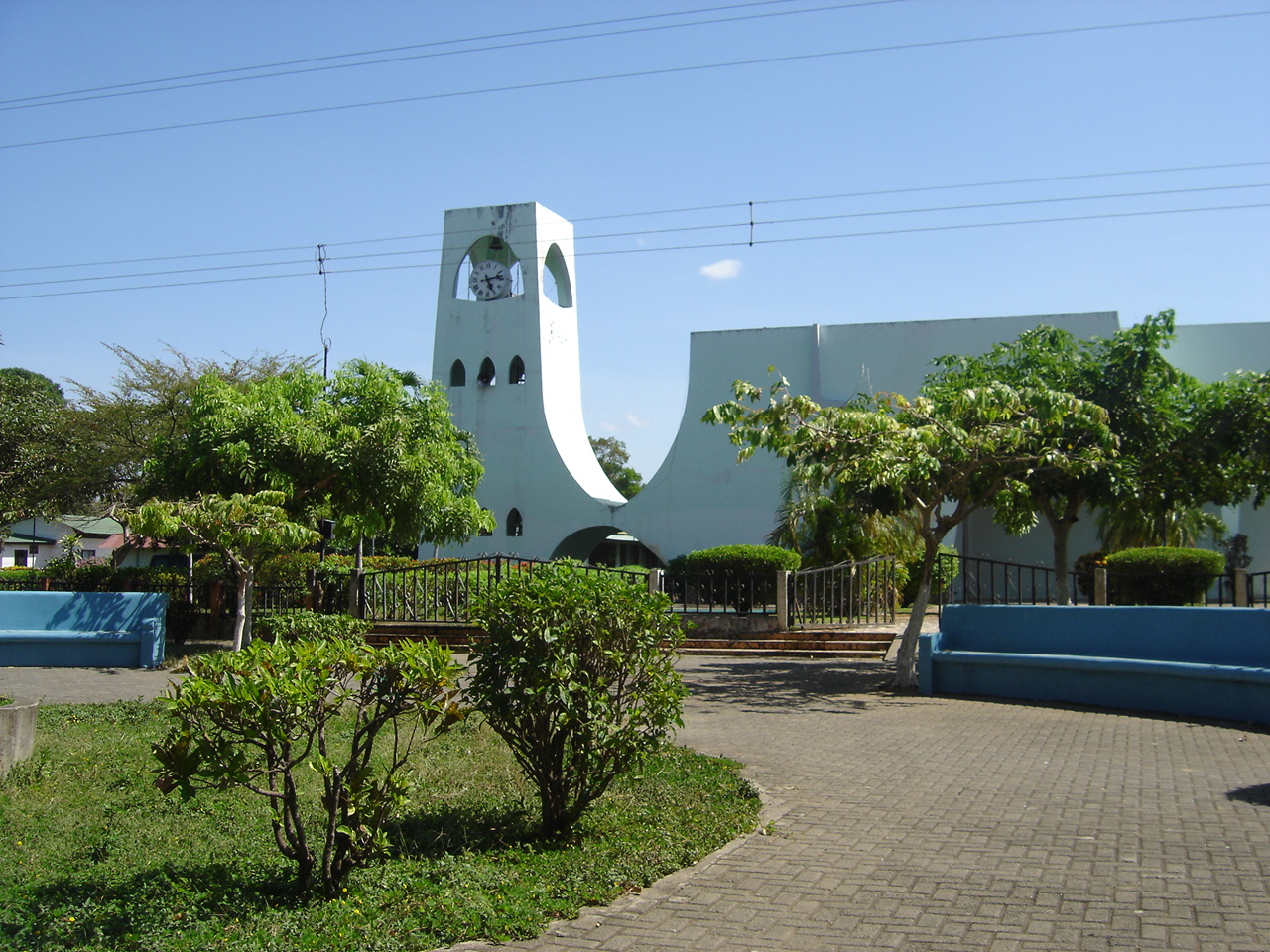
Головна церква
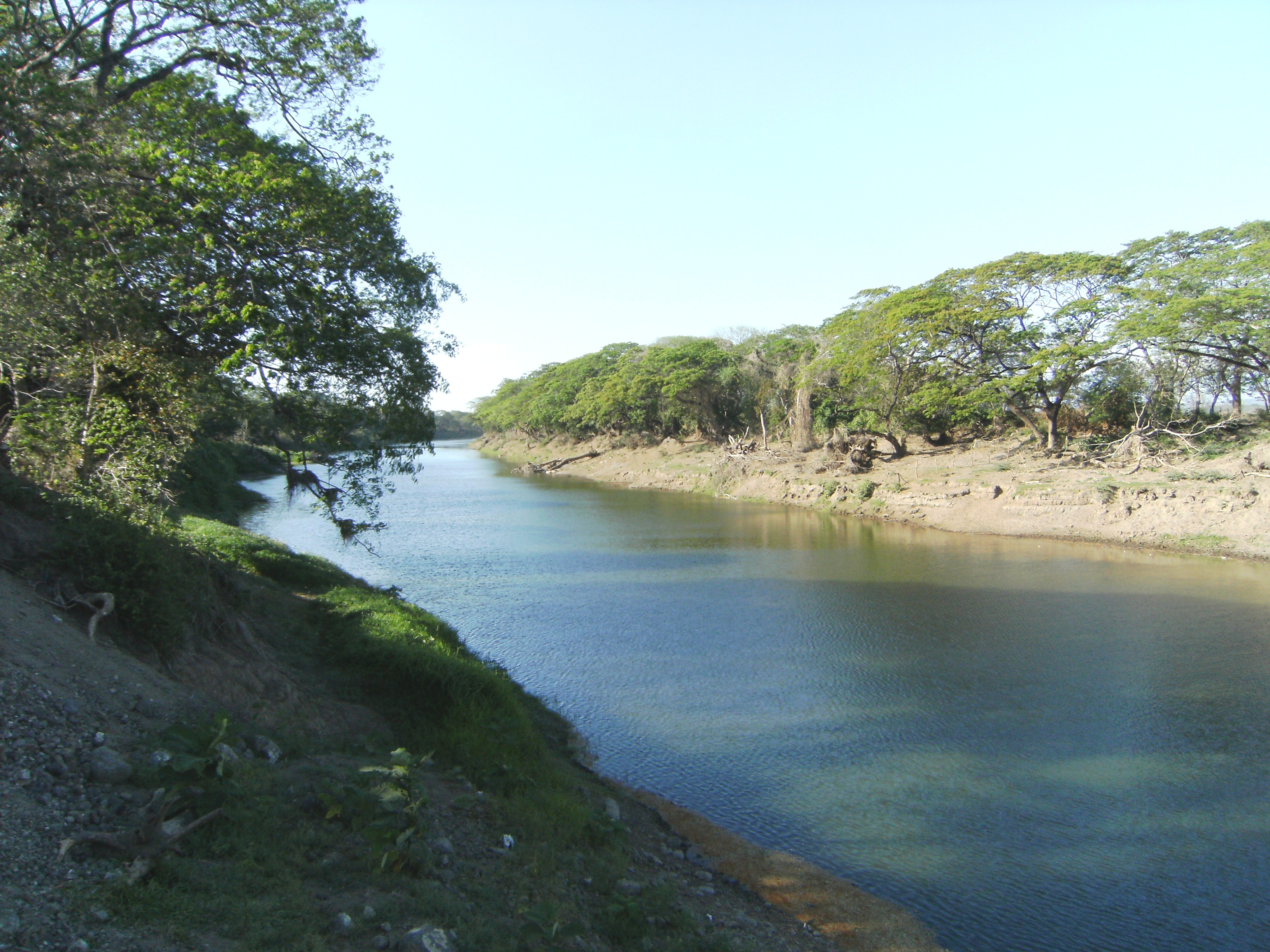
Річка Темпіске у місті
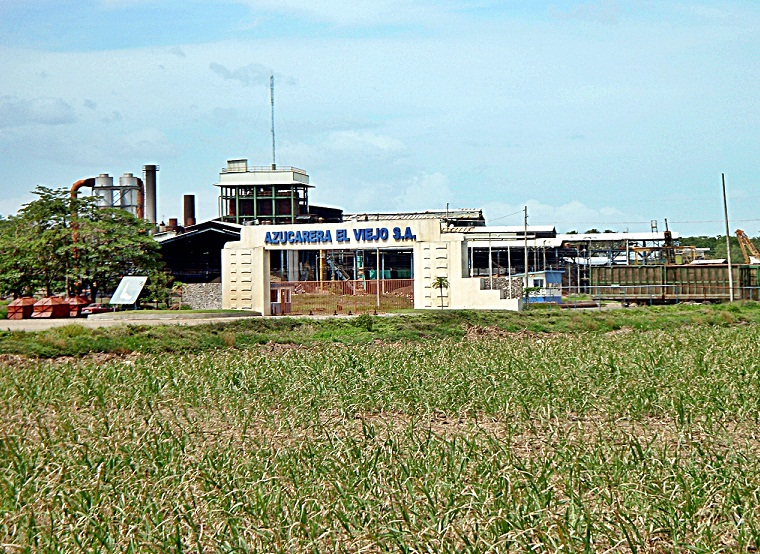
Цукровий завод